# Federico Costa
Federico Costa (Jovita, provincia de Córdoba, Argentina, 8 de octubre de 1988) es un exfutbolista argentino. Jugaba como arquero y su último club fue Ferro Carril Oeste de la Primera Nacional.

## Trayectoria
Federico Costa comenzó a jugar al fútbol en su ciudad natal, Jovita, y luego pasó a Estudiantes de Río Cuarto. En el año 2007 viajó a la ciudad de Córdoba para probarse en Talleres, y quedó.
Fue ascendido al primer equipo en 2013 y debutó con el club en el año 2014 ante Sarmiento de Junín por la Copa Argentina.
En la temporada 2014 fue el arquero titular de Talleres, pero perdió la titularidad al año siguiente con la llegada de Lucas Ischuk. Ese año logró el Torneo Federal A 2015 con "la T" regresando a la B Nacional. Tras la contratación de Guido Herrera y Mauricio Caranta, y a pesar de la ida de Ischuk, Costa prefirió fichar para Patronato con el fin de tener más minutos.
A pesar de esto, el cordobés nunca pudo sumar muchos partidos en Patronato ya que fue suplente la mayoría de las veces. Tuvo una seguidilla de partidos entre septiembre y octubre del 2016 en donde Sebastián Bertoli, ídolo del Rojinegro, se encontraba lesionado y defendió de gran manera los tres palos del Patrón. En abril del 2019, Bértoli anuncia su retiro del más grande de Entre Ríos y Costa decide renovar con la idea de que esta vez poder tener más protagonismo. Sin embargo, de la mano de Mario Sciacqua, director técnico de Patronato, llegó Matías Ibáñez, reconocido arquero de la Primera División de Argentina y se terminó quedando con el puesto de titular.
En la temporada 2021 Fue presentado arquero de Ferro Carril Oeste para disputar la Primera Nacional. Una vez finalizada la temporada, se retiró del fútbol profesional.

## Estadísticas
| Club | Div.                | Temporada           | Liga | Liga | Liga | Copas Nacionales (1) | Copas Nacionales (1) | Copas Nacionales (1) | Copas Internacionales (2) | Copas Internacionales (2) | Copas Internacionales (2) | Total | Total | Total |
| Club | Div.                | Temporada           | PJ   | G    | A    | PJ                   | G                    | A                    | PJ                        | G                         | A                         | PJ    | G     | A     |
| --- | ------------------- | ------------------- | ---- | ---- | ---- | -------------------- | -------------------- | -------------------- | ------------------------- | ------------------------- | ------------------------- | ----- | ----- | ----- |
| Talleres Cba Argentina | 2.ª                 | 2008-09             | 0    | 0    | 0    | 0                    | 0                    | 0                    | —                         | —                         | —                         | 0     | 0     | 0     |
| Talleres Cba Argentina | 2.ª                 | 2009-10             | 0    | 0    | 0    | 0                    | 0                    | 0                    | —                         | —                         | —                         | 0     | 0     | 0     |
| Talleres Cba Argentina | 3.ª                 | 2010-11             | 0    | 0    | 0    | 0                    | 0                    | 0                    | —                         | —                         | —                         | 0     | 0     | 0     |
| Talleres Cba Argentina | 3.ª                 | 2011-12             | 0    | 0    | 0    | 0                    | 0                    | 0                    | —                         | —                         | —                         | 0     | 0     | 0     |
| Talleres Cba Argentina | 3.ª                 | 2012-13             | 0    | 0    | 0    | 0                    | 0                    | 0                    | —                         | —                         | —                         | 0     | 0     | 0     |
| Talleres Cba Argentina | 2.ª                 | 2013-14             | 4    | -6   | 0    | 1                    | 0                    | 0                    | —                         | —                         | —                         | 5     | -6    | 0     |
| Talleres Cba Argentina | 2.ª                 | 2014                | 0    | 0    | 0    | 0                    | 0                    | 0                    | —                         | —                         | —                         | 0     | 0     | 0     |
| Talleres Cba Argentina | 3.ª                 | 2015                | 22   | -?   | 0    | 0                    | 0                    | 0                    | —                         | —                         | —                         | 22    | -?    | 0     |
| Talleres Cba Argentina | Total               | Total               | 26   | -?   | 0    | 1                    | 0                    | 0                    | 0                         | 0                         | 0                         | 27    | -?    | 0     |
| Patronato Argentina | 1.ª                 | 2016                | 0    | 0    | 0    | 0                    | 0                    | 0                    | —                         | —                         | —                         | 0     | 0     | 0     |
| Patronato Argentina | 1.ª                 | 2016-17             | 4    | -6   | 0    | 0                    | 0                    | 0                    | —                         | —                         | —                         | 4     | -6    | 0     |
| Patronato Argentina | 1.ª                 | 2017-18             | 1    | -4   | 0    | 0                    | 0                    | 0                    | —                         | —                         | —                         | 1     | -4    | 0     |
| Patronato Argentina | 1.ª                 | 2018-19             | 0    | 0    | 0    | 0                    | 0                    | 0                    | —                         | —                         | —                         | 0     | 0     | 0     |
| Patronato Argentina | 1.ª                 | 2019-20             | 3    | -3   | 0    | 1                    | -1                   | 0                    | —                         | —                         | —                         | 4     | -4    | 0     |
| Patronato Argentina | 1.ª                 | 2020                | 5    | -6   | 0    | 0                    | 0                    | 0                    | —                         | —                         | —                         | 5     | -6    | 0     |
| Patronato Argentina | Total               | Total               | 13   | -19  | 0    | 1                    | -1                   | 0                    | 0                         | 0                         | 0                         | 14    | -20   | 0     |
| Ferro Argentina | 2.ª                 | 2021                | 3    | -5   | 0    | 0                    | 0                    | 0                    | —                         | —                         | —                         | 3     | -5    | 0     |
| Ferro Argentina | Total               | Total               | 3    | -5   | 0    | 0                    | 0                    | 0                    | 0                         | 0                         | 0                         | 3     | -5    | 0     |
| Total en su carrera | Total en su carrera | Total en su carrera | 42   | -?   | 0    | 2                    | 0                    | 0                    | 0                         | 0                         | 0                         | 44    | -?    | 0     |
| (1) La copa nacional se refiere a la Copa Argentina y Supercopa Argentina . (2) La copa internacional se refiere a la Copa Sudamericana, Recopa Sudamericana, Copa Libertadores y Copa Suruga Bank. (3) Promedio de goles recibidos por partidos no incluye goles recibidos en partidos amistosos. |                     |                     |      |      |      |                      |                      |                      |                           |                           |                           |       |       |       |

## Palmarés
| Título             | Club     | País      | Año  |
| ------------------ | -------- | --------- | ---- |
| Torneo Argentino A | Talleres | Argentina | 2013 |
| Torneo Federal A   | Talleres | Argentina | 2015 |